# 井手明彦
井手 明彦（いで あきひこ、1941年10月24日 - 2020年4月2日）は、日本の実業家。三菱マテリアル代表取締役社長（2004年6月 - 2010年6月）。

## 経歴
- 1961年 福岡県立修猷館高等学校卒業[1]
- 1965年 早稲田大学第一商学部卒業
- 1965年 三菱金属鉱業（現三菱マテリアル）入社
- 1994年 同社総務部長
- 1997年 同社取締役総務部長
- 2000年 同社常務取締役
- 2002年 同社取締役副社長
- 2004年 同社代表取締役社長
- 2010年 同社代表取締役会長
- 2015年 同社相談役、東京ガス株式会社取締役
- 2020年 死去[2]。78歳没。

福岡県出身。少年時代は炭鉱勤務の父親につき、各地を転々とした。

## その他の活動
- 日本経済団体連合会評議員会副議長
- セメント協会会長
- 日本鉱業協会会長